# Kris Van Assche
Kris Van Assche (Londerzeel, 12 mei 1976) is een Vlaams ontwerper van kleding en accessoires.

## Biografie
Kris Van Assche groeide op in Londerzeel en studeerde van 1994 tot 1998 aan de Antwerpse Modeacademie en trok daarna naar Parijs, waar hij voor Yves Saint Laurent en later Dior werkte tot 2004 samen met Hedi Slimane.
In 2007 werd hij aangesteld als ontwerper voor de Dior herencollectie ter opvolging van Hedi Slimane. In 2018 werd hij creatief directeur bij Berluti.
In 2005 startte Van Assche zijn eigen kledinglijn op, met als uitvalsbasis alweer Parijs, die zou bestaan tot 2015.
Die eigen lijn staat voor elegante, comfortabele mannenkleding die de codes van maatpakken en sportswear door elkaar haalt, noties van traditie en rituelen oproept en opvalt door originele, maar discrete details.
Eind 2019 presenteerde hij samen met Downtown Galerie een designproject op Miami/Art Basel.